# Patemon (Tanggul)
Patemon is een bestuurslaag in het regentschap Jember van de provincie Oost-Java, Indonesië. Patemon telt 10.237 inwoners (volkstelling 2010).